# عبد العزيز سعود العنزي
عبد العزيز بن سعود بن رحيّل الطويلعي العنزي (الطائف 25 ذو القعدة 1381 هـ 29 أبريل 1962م - 9 ذو القعدة 1438 هـ - 1 اغسطس 2017 )، أول مدير لجامعة تبوك في السعودية وعضو في مجلس الشورى السعودي سابقاً.

## المؤهلات
- بكالوريوس هندسة مدنية ، جامعة الملك سعود، الرياض، المملكة العربية السعودية 9/4/1404 هـ
- ماجستير هندسة مدنية، جامعة وسكنسون، ماديسون، الولايات المتحدة الأمريكية 5/1409 هـ
- دكتوراه هندسة مدنية، جامعة أريزونا، توسان، الولايات المتحدة الأمريكية 8/1417 هـ

## الخبرة العملية
- مدير جامعة تبوك من 14/11/1428 هـ
- عضو مجلس الشورى السعودي من 3/3/1426 هـ إلى 14/11/1428 هـ.
- عميد شؤون القبول والتسجيل، جامعة الملك سعود من 12/2/1426 هـ.
- وكيل عمادة شؤون القبول والتسجيل، جامعة الملك سعود من 5/1422 هـ إلى 12/2/1426 هـ.
- مستشار غير متفرغ في وزارة النقل.
- رئيس اللجنة الفنية للاختبار الموحد للقبول في الكليات الصحية بجامعة الملك سعود للأعوام الدراسية 1422/1423 هـ و 1423/1424 هـ و1424/1425 هـ.
- عضو اللجنة المركزية للاختبار الموحد للقبول في الكليات الصحية بجامعة الملك سعود.
- رئيس اللجنة الفنية للجامعة الجديدة في القصيم 1423 هـ.
- عضو اللجنة المركزية للجامعة الجديدة في القصيم 1423 هـ.
- رئيس اللجنة المنظمة للمؤتمر العلمي الثاني للهندسة الجيوتكنيكية والجيوبيئية في المناطق القاحلة (جيو 2002 ) 1423 هـ.
- عضو الجنة الدائمة للإشراف على إعداد مشروع الخطة الخمسية الثامنة بجامعة الملك سعود.
- عضو اللجنة الفنية التنفيذية للمركز الوطني للقياس والتقويم في التعليم العالي من 1422 هـ إلى 1426 هـ.

## وفاته
توفي في يوم 1 أغسطس 2017 عن عمر يناهز 55 سنة وقد نعاه وزير التعليم الدكتور أحمد العيسى عبر حسابه في تويتر.